# Jardin botanique de Brooklyn

Logo du jardin botanique de Brooklyn

Le jardin botanique de Brooklyn (anglais : Brooklyn Botanic Garden, BBG) est un jardin botanique dans l'arrondissement de Brooklyn à New York. Situé près des quartiers Prospect Heights, Crown Heights et Park Slope, à proximité de Mount Prospect Park, de Prospect Park et du Brooklyn Museum, le jardin a une superficie de 21 hectares. 

## Historique
Ouvert en 1911, le jardin a plus de 10 000 taxons de plantes et accueille chaque année plus de 900 000 visiteurs.

## Description
Le jardin botanique de Brooklyn est le jardin botanique le plus visité des États-Unis et se situe dans le quartier de Brooklyn. C'est un endroit où se reposer, en plein cœur de la jungle urbaine. Il est possible d'y faire des visites guidées.
Ce jardin est particulièrement connu pour ses variétés de plantes japonaises, réunies dans un espace dédié : le Japanese Hill-and-Pond Garden. Il s'agit d'une reconstruction miniature d'un véritable paysage japonais, avec sa maisonnette, ses petites lanternes, son pont...
Le jardin botanique de Brooklyn comporte d'autres espaces spécifiques, comme le jardin des enfants, ou celui des herbes. Il présente plus de 300 variétés de plantes herbacées correspondant à différents usages : culinaire, médicinal…
Un jardin du parfum permet aux visiteurs de redécouvrir la nature par les odeurs. Il a été spécialement conçu pour l'accueil des aveugles. Et si vous appréciez Shakespeare, sachez que toutes les variétés de plantes évoquées dans ses œuvres sont réunies dans un cottage anglais, baptisé Shakespeare Garden.

## Galerie de photos

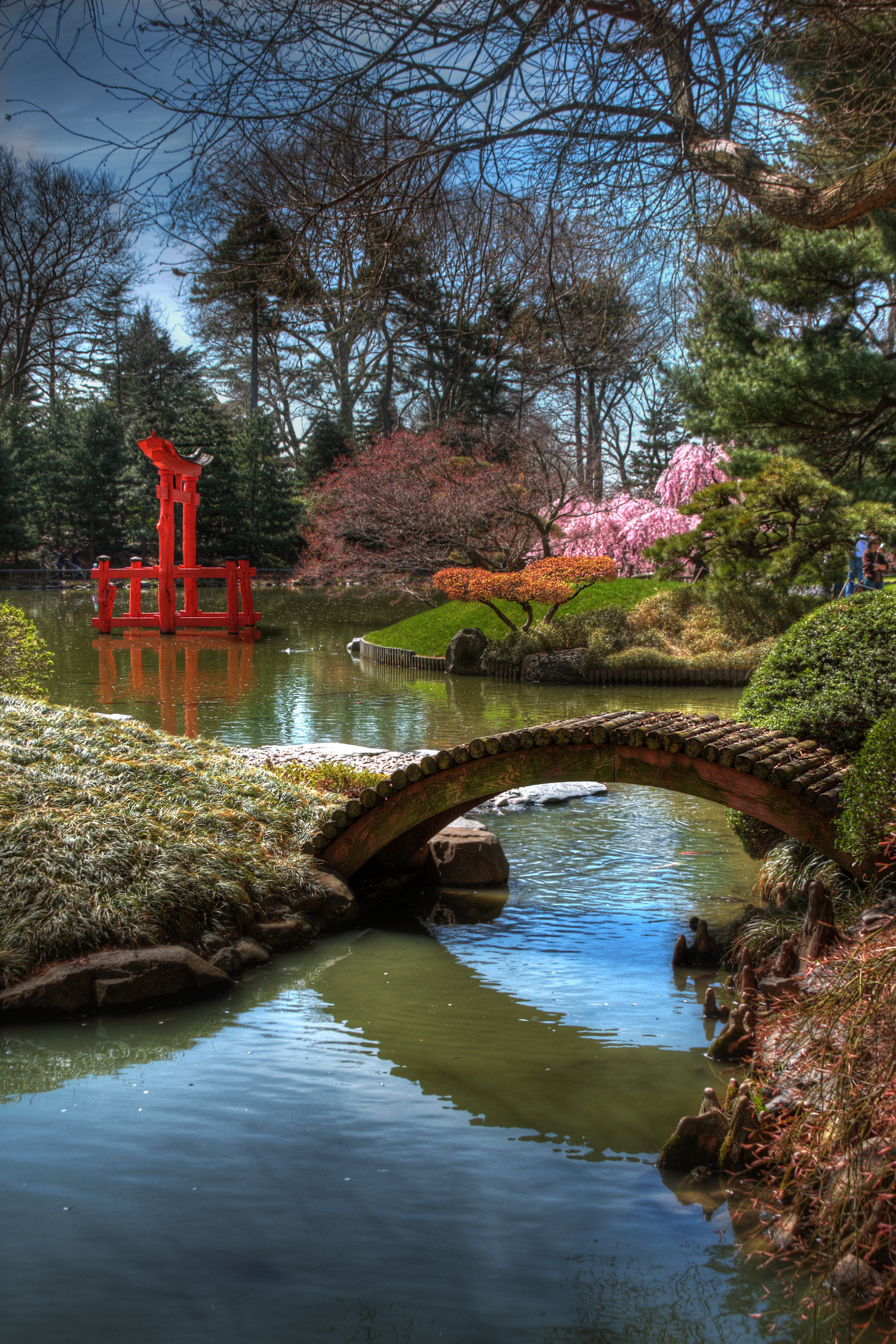
Jardin japonais
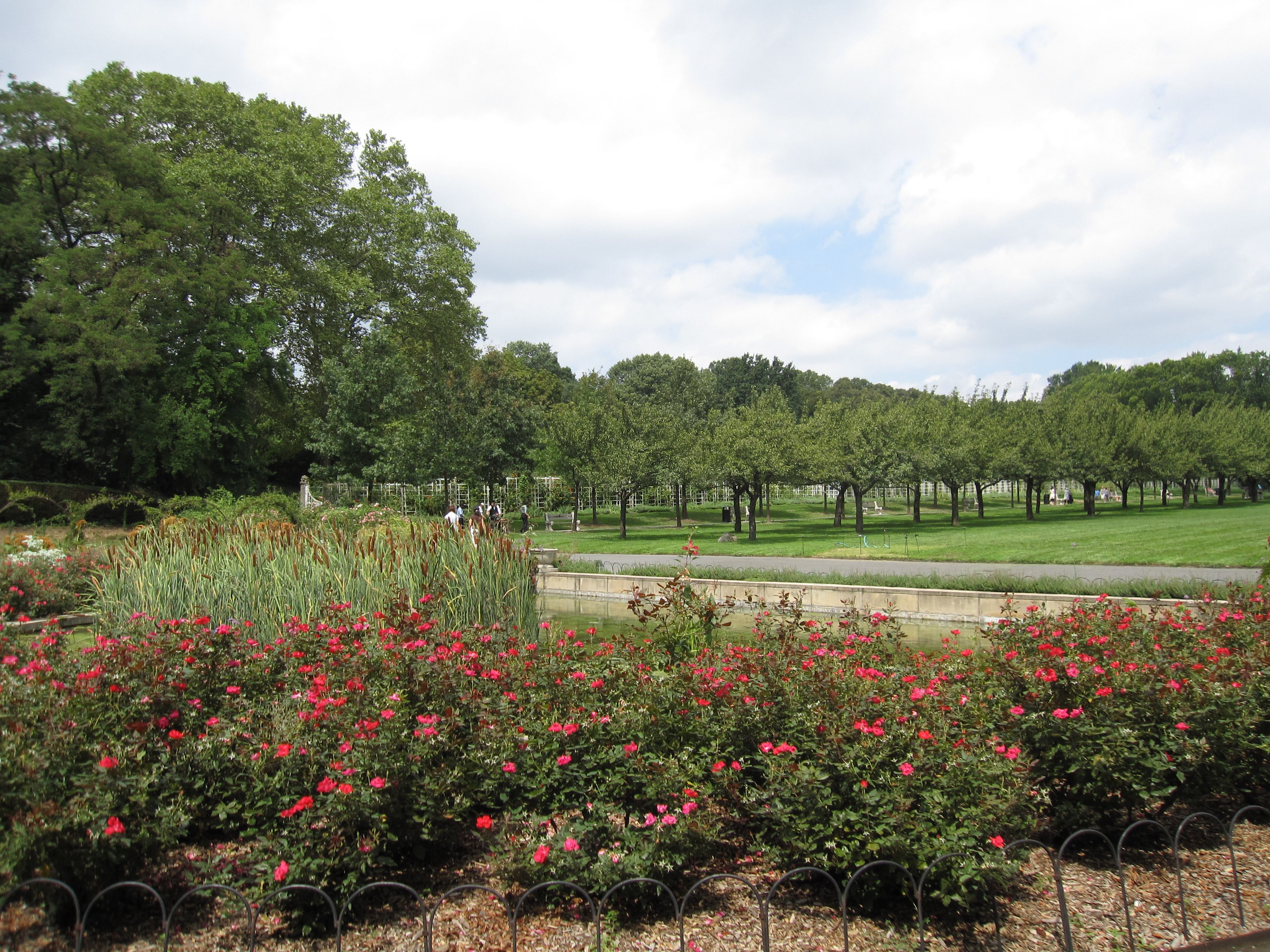
Cranford Rose Garden et Cherry Esplanade
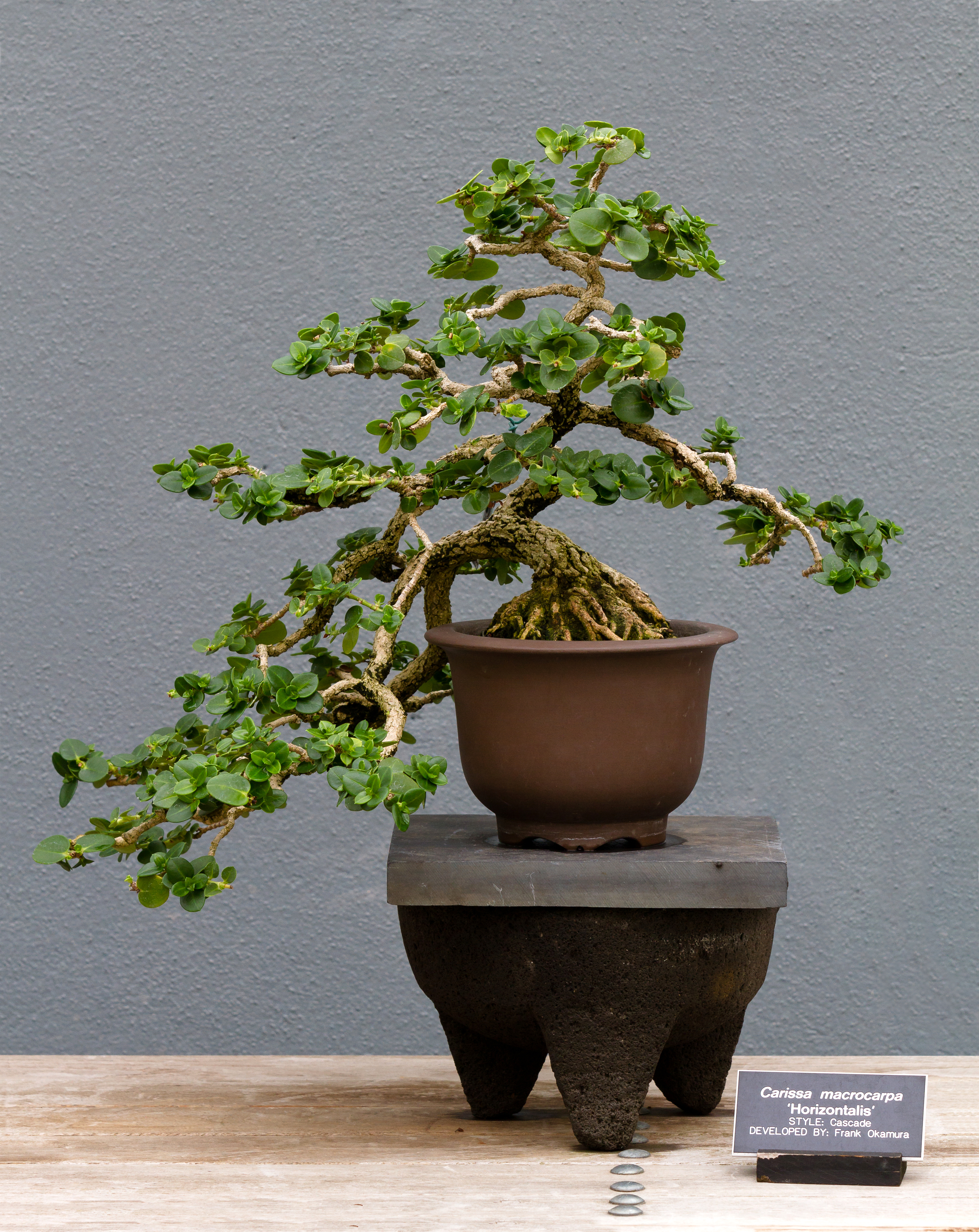
Bonsaï Carissa macrocarpa var. Horizontalis - BBG